# Holding Absence
Holding Absence est un groupe britannique de post-hardcore, originaire de Cardiff, au Pays de Galles. Le groupe est formé en 2015.

## Histoire

### Débuts (2015–2022)
Holding Absence est formé en 2015 par le chanteur Zac Vernon, les deux guitaristes Giorgio Cantarutti et Feisal « Fez » El-Khazragi, le bassiste James Joseph et le batteur Ashley Green. Peu de temps après, Vernon quitte le groupe et Lucas Woodland reprend le poste de chanteur. Un an seulement après la création du groupe, le label américain SharpTone Records Holding signe Absence. Au cours des deux premières années, le groupe ne sort que plusieurs singles isolés et se produit au Download Festival en 2017, avant de sortir un split EP avec le groupe de nu metal anglais Loathe en février 2018 sur SharpTone Records.
Le quintette effectue sa première tournée européenne avec Loathe. En juin, le groupe accompagne Being as an Ocean lors de leur tournée européenne,. Une semaine avant le début de cette tournée, le groupe joue au Slam Dunk Festival. Giorgio Cantarutti et Feisal El-Khazragi quittent le groupe et sont remplacés par Chris Smitheram et Scott Carey. Le 8 mars 2019, le premier album, intitulé d'après le groupe, est finalement sorti sur SharpTone. Le groupe accompagne Being as an Ocean et Counterparts lors de leur tournée européenne en avril 2019. À l'automne 2019, Holding Absence doit annuler sa participation à une tournée nord-américaine en première partie de Being as an Ocean, les musiciens n'ayant pas obtenu de visa. Une tournée en tête d'affiche en Europe prévue pour 2020 doit être annulée en raison de la pandémie de Covid-19.
Le 16 avril 2021, le groupe sort son deuxième album studio, The Greatest Mistake of My Life, qui atteint la 90e place du classement des albums britanniques. Auparavant, le groupe avait annoncé la séparation amicale du bassiste James Joseph, remplacé par Benjamin Elliot.

### The Noble Art of Self Destruction(depuis 2023)
Le 1er avril 2023, à Leipzig, en Allemagne, lors d'une tournée avec Electric Callboy, le groupe présente le premier single A Crooked Melody en direct de leur nouvel album qui n'avait pas encore été annoncé, et le single est sorti peu après le 6 avril. Le 17 mai 2023, le groupe poste un teaser sur les médias sociaux qui consistait à déchirer lentement l'illustration de couverture des albums précédents pour révéler le coin de la pochette du nouvel album. Le 19 mai, le deuxième single False Dawn est publié, et le groupe annonce son troisième album The Noble Art of Self Destruction, qui sort le 25 août 2023 via SharpTone Records. Le 23 juin, le troisième single Honey Moon est publié. Le 21 juillet 2023, un quatrième single Scissors est publié.
Le chanteur et parolier Lucas Woodland explique la signification de la pochette de l'album sur les médias sociaux, mentionnant qu'il s'agissait de l'achèvement d'une trilogie, de l'acceptation de soi et d'un projet artistique. Dans une interview avec Rock Sound, il explique plus en profondeur le titre et la pochette de l'album, mentionnant qu'il a été inspiré par le style d'art japonais du kintsugi qui consiste à infuser de la colle avec de l'or dans la façon dont les difficultés de la vie peuvent vous faire apprendre et grandir en tant que personne, et comment vous pouvez apprendre de l'autodestruction, aussi dure soit-elle, et y trouver quelque chose de beau.

## Style musical
Sur le split EP This Is as One, où Holding Absence est représenté par trois morceaux, la musique est décrite comme du « post-rock légèrement prog », dont le son semble scintillant et très mélodique. Le chant de Lucas Woodland ne dérive que légèrement vers le chant hurlé. De plus, le groupe ne joue pas de musique rapide, mais une musique très apaisante.
Le chant de Woodland est également décrit comme une voix claire et émotionnelle, qui alterne avec ses hurlements de souffrance. Sur ce premier album, la musique est qualifiée de metalcore. Les refrains sont décrits comme « orageux », souvent entourés de passages doux et calmes et d'un chant encore plus délicat, ce qui donne lieu à des mélodies presque sphériques, lourdes et mélancoliques, qui contrastent parfois avec le jeu de batterie intense. Sur le plan lyrique, les musiciens abordent sur leur premier album des thèmes tels que la perte, l'échec des relations amoureuses et le désespoir.
En avril 2019, le magazine en ligne américain Loudwire place Holding Absence sur une liste des 16 groupes qui définissent actuellement le rock au Royaume-Uni.

## Discographie

### Albums studio
- 2019 : Holding Absence (SharpTone Records)
- 2021 : The Greatest Mistake of My Life (SharpTone Records)
- 2023 : The Noble Art of Self Destruction (SharpTone Records)

### EP
- 2018 : This Is as One (split-EP avec Loathe, SharpTone Records)
- 2022 : The Lost and the Longing (avec Alpha Wolf, SharpTone Records)

### Singles
- 2015 : Immerse
- 2015 : Luna
- 2017 : Permanent / Dream of Me
- 2017 : Penance
- 2017 : Heaven Knows
- 2017 : Saint Cecilia
- 2019 : Like a Shadow
- 2019 : Perish
- 2019 : You Are Everything
- 2019 : Monochrome
- 2020 : Gravity
- 2020 : Birdcage
- 2020 : Beyond Belief
- 2021 : Afterlife
- 2021 : In Circles
- 2021 : Nomoreroses
- 2022 : Aching Longing
- 2022 : Coffin
- 2023 : A Crooked Melody
- 2023 : False Dawn
- 2023 : Honey Moon
- 2023 : Scissors
- 2023 : Her Wings

### Clips
- 2015 : Immerse
- 2017 : Permanent
- 2017 : Dream of Me
- 2017 : Penance
- 2017 : Heaven Knows
- 2017 : Saint Cecilia
- 2018 : Everything
- 2018 : Like a Shadow
- 2019 : Perish
- 2019 : You Are Everything
- 2019 : Monochrome
- 2020 : Gravity
- 2020 : Beyond Belief
- 2021 : Afterlife
- 2021 : In Circles
- 2021 : Nomoreroses
- 2022 : Coffin
- 2023 : A Crooked Melody
- 2023 : False Dawn
- 2023 : Her Wings